# 周嵩
周嵩（3世纪—324年），字仲智，东晋汝南郡安成县（今河南省汝南县东南）人，周浚的儿子，周顗的弟弟。
司马睿为丞相，周嵩初仕为相府参军。司马睿为晋王，周嵩拜为奉朝请。太兴元年（318年），百官劝司马睿称帝，周嵩性格刚直贞坚，狼抗无私，上疏劝司马睿揖让，被贬出为新安郡太守。临行时褒贬朝士，诋毁侍中戴邈，戴邈密奏，晋元帝司马睿大怒，下付廷尉，想要用大不敬的罪名弃市，因为其兄周顗的名望，减罪除名。后起为御史中丞。当时扬州刺史王敦势盛，晋元帝疏远司空王导，周嵩与周顗上疏，称赞王导的忠义，王导于是获得保全。永昌元年（322年），王敦造反攻克建康，杀害周顗，周嵩心怀激愤，说：“亡兄天下人，为天下人所杀，复何所吊！”王敦非常恨他，怕失去士族之心，所以没有加害，用他为从事中郎。既而又称王敦养子王应不应该统兵，于是和周莚同时被诬陷为勾结道士李脱图谋不轨，私自置官，被杀。有《周嵩集》，已佚。后以周嵩狼抗比喻刚直忠臣之典。